# Bernard A. Jackvony
Bernard A. Jackvony (* 9. April 1945 in Providence, Rhode Island) ist ein US-amerikanischer Politiker. Zwischen 1997 und 1999 war er Vizegouverneur des Bundesstaates Rhode Island.

## Werdegang
Bernard Jackvony besuchte bis 1962 die University of Connecticut in Storrs. Anschließend absolvierte er bis 1967 das Bryant College in Smithfield, wo er Buchhaltung studierte. Nach einem anschließenden Jurastudium an der Suffolk University in Boston und seiner 1970 erfolgten Zulassung als Rechtsanwalt begann er in diesem Beruf zu arbeiten. Bis zum Jahr 1975 studierte er noch an der Boston University das Fach Steuerrecht. Er ist sowohl in Rhode Island als auch in Florida als Anwalt zugelassen. Zwischenzeitlich war er in den Jahren 1970 bis 1973 als Hauptmann beim United States Marine Corps. Seit 1970 war er für mehrere Kanzleien tätig. Heute arbeitet er für die Kanzlei Pannone Lopes Devereaux & West LLC. Außerdem ist er Mitglied zahlreicher Organisationen und Vereinigungen.
Politisch schloss sich Jackvony der Republikanischen Partei an. Nach dem Rücktritt von Vizegouverneur Robert Weygand, der in das Repräsentantenhaus der Vereinigten Staaten gewählt worden war, wurde Jackvony zu dessen Nachfolger im zweithöchsten Staatsamt von Rhode Island ernannt. Diese Stelle bekleidete er zwischen 1997 und 1999. Dabei war er Stellvertreter von Gouverneur Lincoln Almond und Vorsitzender des Staatssenats. 1998 strebte er erfolglos seine offizielle Wahl in dieses Amt an. In den Jahren 2000 und 2001 war Bernard Jackvony republikanischer Staatsvorsitzender für Rhode Island; 2004 nahm er als Delegierter an der Republican National Convention in New York teil, auf der Präsident George W. Bush zur Wiederwahl nominiert wurde.